# Rivoluzione democratica della Mongolia nel 1990

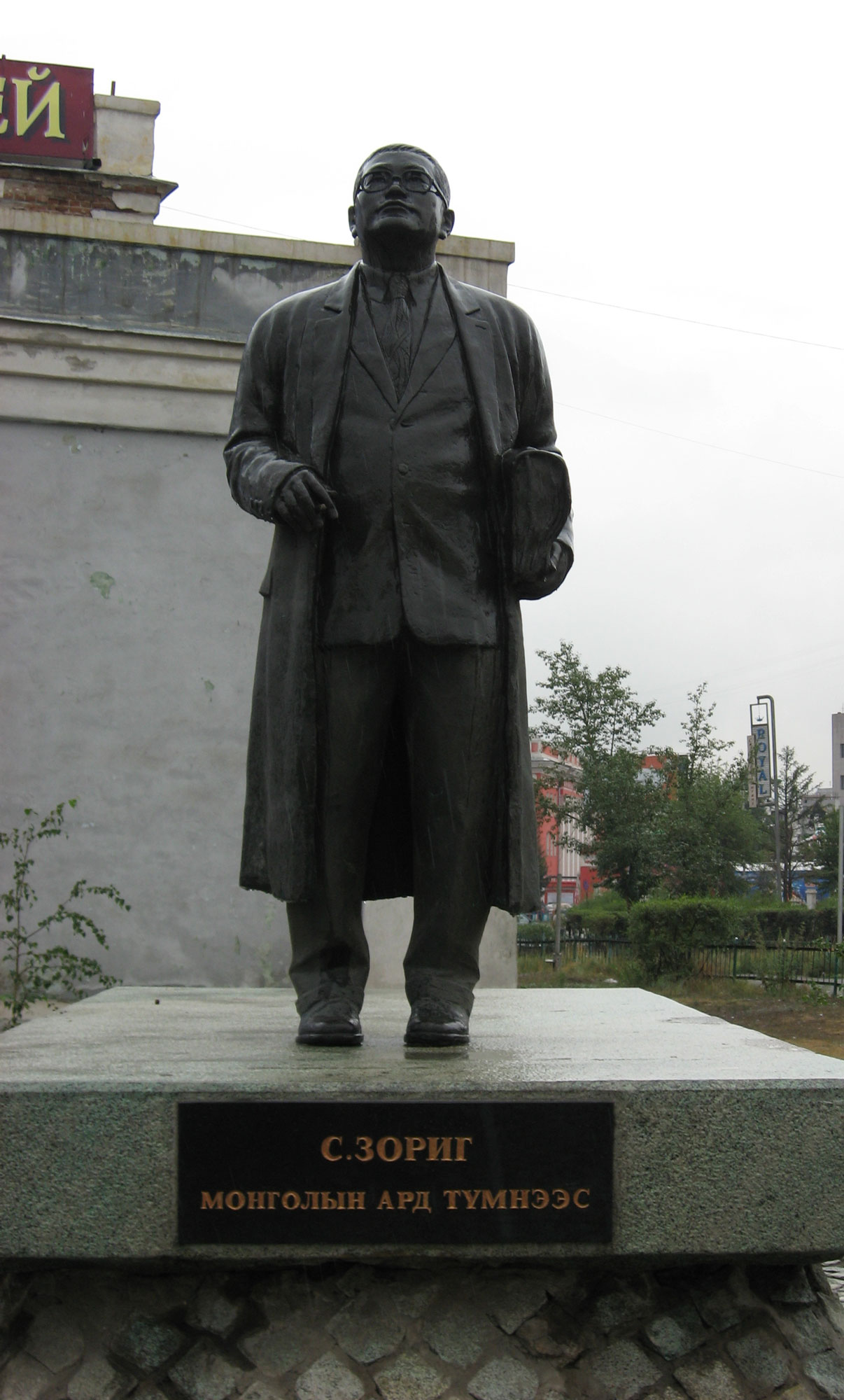
Un monumento al leader democratico assassinato Sanjaasürengiin Zorig

La rivoluzione democratica della Mongolia nel 1990 (in mongolo: Ардчилсан хувьсгал, Ardchilsan Khuvĭsgal) è stata una rivoluzione scoppiata con scioperi della fame per rovesciare la Repubblica Popolare Mongola portando il paese verso una democrazia e con una nuova costituzione. Fra i principali organizzatori vi erano Sanjaasürengiin Zorig, Erdeniin Bat-Uul, Bat-Erdeniin Batbayar, Tsakhiagiin Elbegdorj.
Anche se la nuova costituzione introdusse un sistema multipartitico, il Partito Rivoluzionario del Popolo Mongolo (PRPM) in realtà rimase al potere fino al 1996. Tuttavia, le riforme sono state attuate e la transizione verso un'economia di mercato iniziata. La rivoluzione è stata ispirata dalle riforme in Unione Sovietica, e dalle rivoluzioni simili in Europa orientale alla fine del 1989.